# Гаплогруппа H (Y-ДНК)
Гаплогруппа H — гаплогруппа Y-хромосомы человека. Скорее всего эта гаплогруппа возникла 48 500 лет назад восточнее от гаплогруппы G, и впоследствии оказалась на северо-западе Южной Азии, возможно, является наиболее ранним населением Индийского субконтинента. 45 600 лет назад гаплогруппа H-L901/M2939 разделилась на две ветви H1-L902/M3061 и H2-P96 (ранее F3). P96 ушла на Ближний Восток, где примерно 16 000 лет назад пережила бутылочное горлышко. Вместе с земледельцами гаплогруппа H2 попала на Балканы и в Средиземноморье. Доля носителей этой ветви нигде не была значительной, а после того, как в Западной Европе 4500 лет назад широкое распространение получила Y-хромосомная гаплогруппа R1b-L51, вообще стала очень редкой.
По данным компании YFull, гаплогруппа H происходит от мутации гаплогруппы HIJK, произошедшей у мужчины, жившего ок. 48 500 лет назад. Последний общий предок современных носителей гаплогруппы H жил 45 600 лет назад (даты определены по снипам).
Ветвь H1-L902/M3061 была более успешная (H~ M2826/Z4221 не относится к ней). Более поздние пришельцы постепенно оттеснили её на юг Индостана, где она сохраняет существенную долю населения. В наибольшей степени встречается у коренных жителей Индии, а также у цыган.
H1a-M69/Page45 образовалась 44 000 лет назад. Последний общий предок современных носителей гаплогруппы H-M69 жил 37 200 лет назад. Ветвь H1a-M69 и её субклады являются одной из наиболее преобладающих гаплогрупп среди популяций Южной Азии, особенно её потомок H1a1-M52. Ветвь H1a1a-M82 обычно встречается у цыган, которые возникли в Южной Азии и мигрировали на Ближний Восток и в Европу примерно в начале 2-го тысячелетия н. э., а также у кхмеров, которые попали под влияние индийского населения. Гораздо более редкая ветвь H3-Z5857 также сосредоточена в Южной Азии (образовалась 44 000 лет назад, последний общий предок современных носителей гаплогруппы H3 жил 29 600 лет назад).
По данным компании YFull, гаплогруппа H2-P96 образовалась 45 600 лет назад. Последний общий предок современных носителей гаплогруппы H2-P96 жил 16 100 лет назад. Ветвь H2-P96 была обнаружена в образцах древней ДНК на разреженных уровнях главным образом в Европе и Западной Азии. Она была найдена в образцах культуры линейно-ленточной керамики и в неолитической Иберии. Ветвь H2, вероятно, вошла в Европу в период неолита с распространением сельского хозяйства. Её нынешнее распространение состоит из различных отдельных случаев, распространённых сегодня по всей Европе и Западной Азии.

## Подгруппы
H
- - H1a-M69 (M69)
    - H-M52 (M52)
      - H-M82 (M82)
        - H-M36 (M36, M197)
        - H-M97 (M97)
        - H-M39 (M39, M138)

      - H-M370 (M370)

    - H-Apt (Apt)
      - H-P80 (P80)
      - H-P266 (P266)

## Этногеографическое распределение
У цыган составляет около 60 %, что говорит в пользу гипотезы об их индийском происхождении. Часто встречается в Индии (27 %). Видимо, она сохранилась от палеолитического местного населения, поскольку в некоторых поселениях достигает 35 %, но в высших кастах встречается реже (около 10 %). Также данная гаплогруппа встречается у калашей (20,5 %), курдов из Туркмении (6 %), сирийцев (5 %).

## Палеогенетика
- H2 обнаружили у представителя культуры докерамического неолита B из Моцы (пригород Иерусалима)[11], у представителя культуры Винча[12] и у обитателя Атапуэрки (Испания), жившего в медном веке[13]
- H2-P96 обнаружена у неолитического образца ARO008 (7463 лет до настоящего времени) из Аручло (Грузия)[14]
- H обнаружена у раннеолитического (~5460—5220 лет до н. э.) образца UZZ33 из Сицилии[15]
- H2m и H2* определили у представителей неолитической сернийской культуры из Флери-сюр-Орн в Нормандии (Франция), у которых в геноме преобладал компонент анатолийского неолита[16]
- H2a определена в шести неолитических индивидуальных мужских погребениях Линкардстауна (Linkardstown) на юго-востоке Ирландии[17]
- H1a1d2-Z4361, в настоящее время распространённая в основном в Южной Индии, определена у двух хараппских мигрантов в Гонур-Депе (Туркмения) и Шахри-Сухте (Иран)[18][19]
- H2 определили у образца MH3_LT из Бахрейна (577–647 гг., мтДНК: U8b1a2a)[20]